# Kevin Wimmer
Kevin Wimmer (ur. 15 listopada 1992 w Wels) – austriacki piłkarz występujący na pozycji obrońcy, były reprezentant Austrii.

## Kariera klubowa
Swoją karierę piłkarską Wimmer rozpoczął w klubie LASK Linz. W latach 2010–2012 grał w rezerwach tego klubu. W 2011 roku awansował do kadry pierwszej drużyny LASK. 29 lipca 2011 zadebiutował w niej w wygranym 1:0 wyjazdowym meczu z First Vienna FC 1894. W LASK występował w sezonie 2011/2012. W czerwcu 2012 roku Wimmer przeszedł do 1. FC Köln. W 2. Bundeslidze swój debiut zanotował 5 sierpnia 2012 w przegranym 0:1 wyjazdowym spotkaniu z Eintrachtem Brunszwik. W maju 2015 podpisał kontrakt z Tottenhamem.

## Kariera reprezentacyjna
W swojej karierze Wimmer grał w młodzieżowych reprezentacjach Austrii na różnych szczeblach wiekowych. 19 listopada 2013 zadebiutował w dorosłej reprezentacji Austrii w wygranym 1:0 towarzyskim meczu ze Stanami Zjednoczonymi, rozegranym w Wiedniu. W 92. minucie tego meczu zmienił Christopha Leitgeba.

## Statystyki kariery
aktualne na dzień 3 marca 2019
| Sezon              | Klub    | Kraj    | Rozgrywki      | Mecze | Bramki |
| ------------------ | ------- | ------- | -------------- | ----- | ------ |
| LASK Linz          | 2011/12 | Austria | Erste Liga     | 28    | 4      |
| 1. FC Köln         | 2012/13 | Niemcy  | 2. Bundesliga  | 9     | 0      |
| 1. FC Köln         | 2013/14 | Niemcy  | 2. Bundesliga  | 26    | 2      |
| 1. FC Köln         | 2014/15 | Niemcy  | Bundesliga     | 32    | 0      |
| Tottenham Hotspur  | 2015/16 | Anglia  | Premier League | 10    | 0      |
| Tottenham Hotspur  | 2016/17 | Anglia  | Premier League | 5     | 0      |
| Stoke City         | 2017/18 | Anglia  | Premier League | 17    | 0      |
| Hannover 96 (wyp.) | 2018/19 | Niemcy  | Bundesliga     | 17    | 0      |